# Peter Schmeichel
Peter Bolesław Schmeichel (født 18. november 1963 i Gladsaxe) er en dansk tidligere professionel fodboldspiller, der spillede som målmand. Han er bedst kendt for sine mest succesrige år i den engelske klub Manchester United, med hvem han i perioden 1991-1999 vandt fem engelske mesterskaber, tre FA Cup-titler og en Champions League-titel, hvilket i 1999 sikrede Manchester United the treble. Han vandt også EM i fodbold i 1992 med landsholdet.
Schmeichel var berømt for sin bemærkelsesværdige fysik; 1,93 m høj og vejede tæt på 100 kg i løbet af sine spilledage–og bar specialfremstillede fodboldtrøjer i størrelse XXXL. Hans højtråbende stil gjorde ham til forsvarsdirigent, og han var berømt for redninger på målstregen og for sin evne til at forhindre scoringer i mand mod mand-situationer. Usædvanligt for en målmand scorede Schmeichel 12 mål i løbet af sin karriere, heraf et for landsholdet. Ud over EM 92 spillede han også ved VM i 1998 og tre yderligere EM-turneringer. Han var anfører for landsholdet i 30 kampe. Han repræsenterede også Gladsaxe-Hero, Hvidovre, Brøndby, Sporting CP, Aston Villa og Manchester City, i en karriere, der varede fra 1981 til 2003 og gav 24 trofæer.
Han anses for at være en af de største målmænd gennem tiderne; han blev kåret som verdens bedste målmand i 1992 og 1993, og i 2000 rangerede IFFHS også Schmeichel blandt de 10 bedste målmænd i det 20. århundrede. I 2001 vandt Schmeichel en offentlig meningsmåling afholdt af Reuters, hvor flertallet af de 200.000 deltagere kårede ham som den bedste målmand nogensinde, foran Lev Jasjin og Gordon Banks. I 2003 blev Schmeichel optaget i den engelske fodbold Hall of Fame som en anerkendelse af hans indflydelse på det engelske spil. I 2004 blev han udnævnt til en af de "125 største nulevende fodboldspillere" ved FIFA 100-festlighederne. Schmeichels popularitet i Storbritannien ville strække sig til tv, da han på den Manchester-baserede sæbeopera Coronation Street er navnebror af en Great Dane. Hans søn, Kasper Schmeichel, er også professionel målmand, og spiller for den skotske klub Celtic FC og det danske landshold.
Schmeichel er blevet kåret til Årets Fodboldspiller i Danmark i 1990, 1993 og 1999. Efter sin aktive karriere har han bl.a. fungeret som ekspertkommentator og studievært på både britisk, dansk og russisk tv. Han var i 22 år gift med Bente Schmeichel og sammen har de børnene Cecilie Schmeichel og Kasper Schmeichel. I 2019 blev han gift med tidligere model Laura von Lindholm.

## Klubkarriere
Karrieren startede som 8-årig i Høje Gladsaxe og som 18-årig i Hero. Hans senior karriere begyndte da han debuterede som 18-årig i 3. division for Gladsaxe-Hero Boldklub, som klubberne i mellemtiden var fusioneret til. Han skiftede til Hvidovre IF og fik straks gjort sig gældende som en af Danmarksturneringens bedste målmænd og sikker straffesparksskytte. Han skiftede til Brøndby IF som han blev Danmarksmester med i 1987, 1988, 1990 og 1991. Udlandet fik for alvor øjnene op for den unge danske målmand gennem Brøndby IFs præstationer i UEFA Cuppen i 1990/1991, hvor holdet først blev slået ud i semifinalen af AS Roma.
I 1991 blev Schmeichel købt af Manchester United fra den bedste engelske række for 500.000£ – godt fem mio. kr. United-manager Alex Ferguson har senere beskrevet handelen som "århundredets køb".
Schmeichel udviklede målmandsspillet med sit frygtede lange, præcise udkast, hvor han satte hurtige kontraangreb i gang med lange udkast til holdets fløje. Teknikken resulterede i mange mål for de hold han spillede på og er siden blevet en del af standardrepertoiret for målmænd.
I starten og midten af 90'erne blev Schmeichel betragtet som verdens bedste målmand – han forblev blandt Europas bedste målmænd indtil sit selvvalgte exit i Manchester United i 1999.
I tiden i Manchester United vandt Schmeichel fem engelske mesterskaber og tre FA Cup titler. Internationalt vandt Schmeichel i sit første år i klubben Den Europæiske Super-Cup, men den store triumf kom i 1999, hvor Manchester United som den første og hidtil eneste engelske klub vandt The treble – mesterskabet, FA-Cuppen og UEFA Champions League.
Efter denne fantastiske sæson skiftede Schmeichel til Sporting Portugal, for at trappe ned og spille på et lidt mindre krævende niveau. Han blev portugisisk mester med klubben i 2000.
Siden debuten i 1. division i 1987 og helt frem til 2001 er han sammen med sit hold aldrig sluttet dårligere end nummer to i ligaen.
England trak dog stadig i Schmeichel og han vendte efter kort tid i det portugisiske tilbage til England, hvor han afsluttede karrieren med ophold i Aston Villa og et kontroversielt skifte til United-rivalen Manchester City. Hans søn, Kasper Schmeichel skrev senere kontrakt med Manchester City.
En ting, der mere end noget andet karakteriserede målmanden Peter Schmeichel, var hans perfektionistiske og stålfaste vindermentalitet, der gav sig udslag i en højtråbende og krævende attitude over for sine medspillere, som dog altid kunne regne med, at Schmeichel stillede mindst lige så store krav til sig selv, som han gjorde til dem – et mentalt sammenspil mellem Schmeichel og hans forskellige forsvar, der har vundet utallige kampe i tidens løb.

## Karriere efter tilbagetrækning
Efter sin karriere som fodboldspiller er Peter Schmeichel blevet TV-vært for den største klubturnering i verden, UEFA Champions League på TV3, samt underholdningsprogrammet 1 mod 100 som også transmitteres på TV3. Herudover anvendes Schmeichel i reklamer og som foredragsholder.
I 1999 købte Schmeichel aktierne i sin gamle klub Hvidovre IF. Men dem har han solgt igen. 31. august 2007 meddelte en investorgruppe med Peter Schmeichel i spidsen ved et pressemøde et tilbud om at tilføre 250 millioner kroner til den kriseramte klub Brøndby IF, mod at Schmeichel bliver ny sportsdirektør og diverse ændringer af klubbens struktur (bl.a. afskaffelse af systemet med A- og B-aktier). Planen faldt dog til jorden et par dage efter.
I maj 2008 var han aktuel i den europæiske version af TV-programmet Dirty Jobs (with Peter Schmeichel), der blev sendt på Discovery Channel, hvor han bl.a. forsøger sig som industri-skorstensfejer, ålefisker, kulminearbejder, konservator og svinefarmer.

## Sportswashing og FIFA-støtte
I april-juli 2018 var han vært i en serie programmer produceret af den statslige, russiske TV-station RT. De formede sig som en blanding af fodbold- og rejsereportager, i anledning af VM i fodbold i landet.  Han er fra flere sider blevet kritiseret for at deltage i sportswashing, ved at modtage penge for at reklamere for Putins Rusland og ørkenstaten Qatar. Desuden står han bag et stærkt upopulært forslag om at VM skal holdes hvert andet år.

## Landsholdskarriere
Han har spillet 129 landskampe på Danmarks fodboldlandshold. Han debuterede i 1987 i OL-kampen i Levadia mod Grækenland – blev Europamester i 1992 og sluttede i 2001 mod Slovenien. Det blev til en samlet spilletid på 11.415 minutter (190 timer). Han holdt målet rent i 56 kampe. Desuden er han er den eneste danske landsholds-målmand, der har scoret for Danmark (1 mål), det var i en venskabskamp mod Belgien på et straffespark. Han deltog ligesom Michael Laudrup i fem slutrunder, hvilket også er rekord.
Inden han blev fast mand på A-landsholdet, nåede han at spille 8 U21-landskampe (1984-86). Han var med på ligalandsholdets tur i 1986 til Irak, Emiraterne og Mexico og i 1988 til Brasilien og i 1990 til Emiraterne. I 2001 debuterede han på Oldboyslandsholdet i en kamp mod Tysklands gamle stjerner som Danmark vandt 3-2.

## Hæder
- Det gyldne bur: 1987, 1988, 1990, 1992
- Verdens bedste målmand: 1992, 1993[15]
- Årets Fodboldspiller i Danmark: 1990, 1993, 1999
- Årets spiller i Premier League: 1996[16]
- Årets hold: 1999, 2000
- FIFA 100-holdet udvalgt af Pelé i 2004
- Dansk Idræts Hall of Fame via EM-holdet: 2008
- English Football Hall of Fame: 2003[17]
- Fodboldens Hall of Fame: Dansk Fodbold Award 2009[18]
- PFA England League Team of the Century (1907 til 2007): 2007[19]

## Peter Schmeichels titler
- Dansk mester med Brøndby IF i 1987, 1988 og 1990.
- Dansk pokalvinder med Brøndby IF i 1989.
- Årets spiller i Danmark i 1990, 1993 og 1999.
- Europæisk Super Cup med Manchester United i 1991.
- Europamester med Danmark i 1992.
- Engelsk Liga Cup med Manchester United i 1992.
- Engelsk mester med Manchester United i 1993, 1994, 1996, 1997 og 1999.
- FA Cup-vinder med Manchester United i 1994, 1996 og 1999.
- Champions League med Manchester United i 1999.
- Portugisisk mester med Sporting Portugal i 2000.

## Øvrigt
Peter Schmeichel har tidligere udgivet en plade; "We can do it" med på vokal var Gry Luka. Schmeichel udgav i 1993 videoen "Verdens bedste målmand" og i 1999 bogen "The Great Peter”.
Han har også medvirket i et engelsk danseprogram Strictly Come Dancing, forlægget for Vild med dans, hvor han dog hurtigt røg ud.